# 수어드 파레스
수아드 파레스(Souad Faress, 1948년 3월 25일 ~ )는 가나의 연극 배우, 영화배우이다.
아크라에서 태어났다.

## 영화
- 닥터스 (2000년)
- 홀비시티 시즌1 (1999년)
- 서치 어 롱 저니 (1998년)
- 해변의 바지 (1993년)
- 캐주얼티 (1986년)
- 나의 아름다운 세탁소 (1985년)
- 더 빌 (1984년)
- 코로네이션 스트리트 (1960년)